# Kussen door een rag van woorden
Kussen door een rag van woorden is de eerste dichtbundel van Nederlands schrijver Willem Frederik Hermans, in eigen beheer verschenen in september 1944. De gedichtencyclus telt 24 gedichten en beschrijft de bloei en het tragische einde van een liefdesrelatie. De bundel werd door John Meulenhoff gedrukt in een oplage van dertig exemplaren.
De cyclus is gebaseerd op de autobiografie van de auteur, de liefdesrelatie die ook de basis vormt voor In de mist van het schimmenrijk, het Boekenweekgeschenk van 1993. In 1946 werd de cyclus in gewijzigde vorm opgenomen in de tweede dichtbundel van Hermans, Horror Coeli en andere gedichten. Aan de bundel zijn later weinig beschouwingen gewijd, net als aan de andere poëzie van de auteur. De structuur vertoont de epische aanleg van Hermans en ook is gewezen op de – ook voor het proza kenmerkende – aanwezigheid van het motief van de freudiaanse droomduiding.

## Autobiografische achtergrond
Aan de basis van de aan T. opgedragen gedichtencyclus ligt een liefdesverhouding die de auteur van september 1943 tot augustus 1944 onderhield met Gertruda 'Truus' Wilhelmina Comes, die bijna drie jaar ouder dan Hermans was. Vrienden noemden haar Puck Esser, omdat zij samenwoonde met Koos Esser, met wie ze later trouwde.
Deze liefdesgeschiedenis is dezelfde als die uit het Boekenweekgeschenk In de mist van het schimmenrijk uit 1993, waarin de vrouw Madelon heette. (De latere handelseditie van het geschenk heeft als titel Madelon in de mist van het schimmenrijk.) Ook stond deze vrouw model voor het personage Ernie uit de roman Ik heb altijd gelijk uit 1951.
Literatuurwetenschapper G.F.H. Raat heeft gewezen op overeenkomsten in de beschrijving van de vrouw in de gedichtencyclus en in het Boekenweekgeschenk: in beide werken, specifiek gedicht XVIII van de cyclus, is sprake van wimpers als waaiers en handen als jonge vogeltjes.

## Inhoud
De dichtbundel bestaat uit een opdrachtgedicht en 24 titelloze, romeins genummerde gedichten, die een liefdesgeschiedenis verhalen met een ongelukkig einde.
Criticus Wam de Moor beschrijft de cyclus als gedichten over ontrouw van de geliefde, de mislukking van het samenzijn, gedichten met een toon van berusting, en over de druk van de eenzaamheid.

## Structuur
In gedicht XI is sprake van 'De hekken van ons hart open' terwijl tegen het einde van de cyclus 'De hekken van het park gesloten zijn'. Een samenhang op zo'n afstand is alleen mogelijk in proza of in gedichten die bij elkaar horen, zodat Hermans volgens Raat al aan het begin van zijn schrijverschap liet kennen als 'een auteur met een epische aanleg.'
Het eerste en het laatste gedicht verhullen wat de werkelijke gevoelens van de ik-figuur zijn, want daarin lijdt vooral de geliefde onder de breuk, die de ik-figuur als onvermijdelijk voorstelt onder verwijzing naar zijn dichterschap. Toch blijkt uit de binnenste gedichten dat ook hij lijdt onder het tragische einde.

## Motieven

### Freudiaanse droom
Gedicht XX behelst volgens Raat een voorstelling uit een droom, omdat de beschrijving een toekomst behelst die lijkt op het verleden. De ik-figuur ziet zijn oude geliefde, die nog net zo mooi is maar wel 'aan lager wal geraakt.' Ook nu fungeert de dichtkunst als een hinderpaal tussen de twee ex-geliefden: 'Je hield stil voor een deur en wilde mij kussen,/ Doch ik stak een papier met een vers ertusschen.'
Dit tafereel noemt Raat een voorbeeld van het soort bewerking waarmee volgens Freud 'een latente droomgedachte wordt omgezet in de manifeste inhoud, de droom zoals men die zich kan herinneren.' In dit geval gaat het om de visualisatie van de abstracte gedachte dat de poëzie een belemmering voor de liefde vormt.

## Thematiek
Het openingsgedicht poneert, aldus De Moor, dat de dichter zich onttrekt aan de liefde van een vrouw om zich geheel aan de kunst toe te wijden
Wie slechts met liederen kan bekoren,
Hij mag alleen het lied behooren,
Her lied, de droomen en 't verdriet.
De opdracht heeft 'weinig positiefs' en lijkt bedoeld om de geliefde op afstand te houden. Het gaat volgens De Moor om 'de uitingen van een rasechte melancholicus'.
Hoewel hij ook gedichten signaleert over toenadering tussen de geliefden, meent De Moor toch dat de groeiende overtuiging van de ik-figuur dat hij alleen zichzelf kan zijn als hij zich van deze liefde afwendt: 'een poète maudit, die zich buiten de aanvaarde werkelijkheid van de anderen (de geliefde, de moeder) weet te staan.'
Naast het dichterschap is volgens Raat ook een derde persoon, met wie de vrouw een relatie heeft, een oorzaak voor het einde van de relatie. Alleen in het voorlaatste gedicht wordt nog een derde oorzaak genoemd: de onherroepelijke eenzaamheid waartoe de ik-figuur gedoemd is.
De eenzaamheid van de dichter is volgens Otterspeer 'een natuurgegeven, een onvermijdelijke melancholie, maar er is duidelijk sprake van gehechtheid aan het verdriet.' Veel thema's uit de verhalen die Hermans in de oorlog schreef zijn in de gedichten herkenbaar: het droommotief en het onuitspreekbare verdriet dat ermee gepaard gaat, de onbereikbaarheid van zon en warmte waarnaar de dichter verlangt hoewel hij weet dat hierdoor zijn bevroren leed zal ontdooien.

## Ontstaans- en publicatiegeschiedenis
Op 10 mei 1944 stuurde Hermans het manuscript voor de bundel aan uitgever John Meulenhoff, die hij had leren kennen en aan wie hij al verhalen en de roman Conserve had laten lezen. In een begeleidende brief zette hij zijn wensen voor de vormgeving uiteen:
Ik zou het liefst gezet zien uit de lichte Egmond, in een tamelijk groot corps. Mocht dat niet mogelijk zijn, dan uit de Lutetia of de letter van Garamont. Maar als dat allemaal te bezwaarlijk is, dan is een andere eenvoudige letter natuurlijk ook goed. Formaat ongeveer 24½ bij 16½. Ik denk dat dertig exemplaren wel voldoende zullen zijn.
De drukker van Meulenhoff, G.J. Thieme, had geen van de gewenste lettertypes in huis en de bundel werd uit de Bembo gezet. Halverwege juni ontving Hermans de eerste twee vellen van Meulenhoff. De dichter verzocht de drukker om informatie over het gebruikte papier, die hem op 22 juni schreef dat twee exemplaren op 'antiekdruk "Ossekop" Van Gelder' gedrukt zouden worden en de andere achtentwintig op 'Oud-Hollandsch Van Gelder.'
In de tweede week van september ontving Hermans de exemplaren, waarvoor hij Meulenhoff op 9 september bedankte: 'Het uiterlijk van het boekje is werkelijk boven alle lof verheven.' De rekening die de dichter voor de uitgave in eigen beheer zelf moest betalen, bedroeg ƒ93,55. De leefomstandigheden van Hermans waren sinds de opdracht voor het drukken veranderd en hij verzocht de uitgever het bedrag in mindering te brengen op latere voorschotten, of de resterende exemplaren in de handel te brengen.
De auteur gaf een aantal exemplaren weg, waarvan een aantal door publicist Bob Polak getraceerd zijn. De datering in de opdracht vermeldt op zijn vroegst de datum van 12 september: dit geldt voor de exemplaren van Charles B. Timmer, de jurist A.F. de Savornin Lohman, vriend Hidde Heringa en waarschijnlijk F. Bordewijk, die Hermans in een brief van 15 september bedankte (zijn exemplaar ging in maart 1945 verloren bij het bombardement op het Bezuidenhout). Ook een exemplaar kregen uitgever Meulenhoff, Adriaan Morriën, wijnhandelaar Jan Boex Hermans' buurman Henk Jonkman, zijn goede vriend Oey Tjeng Sit en Hans Premsela (de echtgenote van vertaler Martin Premsela). Daarnaast bestaan enkele exemplaren zonder opdracht en eentje waarvan onbekend is voor wie de opdracht is.
In zijn tweede dichtbundel, de eerste officieel verschenen bundel, Horror Coeli en andere gedichten uit 1946, nam Hermans de cyclus in gewijzigde vorm op. Over de wijzigingen zijn de onderzoekers het oneens. Volgens De Moor werden vier gedichten weggelaten,, maar volgens Otterspeer gaat het om drie weglatingen. Ook over het aantal toegevoegde gedichten is men het niet eens: volgens De Moor werden elf gedichten toegevoegd, volgens Otterspeer zijn er tien nieuwe gedichten. Ook de volgorde werd in de tweede versie gewijzigd, zodanig zelfs dat volgens De Moor een nieuwe cyclus ontstond. Volgens Otterspeer betekende de nieuwe volgorde dat de gedichten niet langer thematisch waren geordend, maar nu chronologisch op volgorde van ontstaan waren afgedrukt.

## Waarderingsgeschiedenis
Als clandestiene uitgave werd de bundel niet gerecenseerd. Bovendien deelde de auteur de oplage voor twee derde aan kennissen uit, niet aan critici, en ruilde de rest bij boekhandel Balkema voor andere clandestiene uitgaven.
Over de poëzie van de auteur bestaan maar weinig beschouwingen. Langere beschouwingen erover, aldus Raat, waren in 2010 nog steeds 'op de vingers van één hand te tellen', zeker vergeleken met de hoeveelheid studies over het proza van Hermans 'een mager lijstje'.

## Verklarende noten
1. ↑  Volgens De Moor (1971, 209) en (1985, 65) zijn weggelaten de nummers II, VIII, IX en X
2. ↑  Volgens Otterspeer (2013, 386) zijn weggelaten de nummers II, VIII en IX.
3. ↑  De Moor (1971, 209) en (1985, 65) noemt als nieuwe gedichten de nummers II, III, IV, XIX, XX, en XXII tot en met XXVII.
4. ↑  Otterspeer (2013, 386) noemt hier geen nummers.

## Verwijzende Noten
1. ↑  Otterspeer (2013), 308
2. ↑  Otterspeer (2013), 313–317
3. ↑  Otterspeer (2013), 309
4. ↑  Raat (2010), 166 noot 6
5. ↑  Raat (2010), 27
6. 1 2  Raat (2010), 28
7. 1 2  De Moor (1971), 210 en De Moor (1985), 65
8. ↑  Raat (2010), 29
9. ↑  Geciteerd bij Raat (2010), 31
10. ↑  Raat (2010), 31
11. ↑  Geciteerd in De Moor (1971), 210 en De Moor (1985), 65
12. ↑  De Moor (1971), 212 en de Moor (1985), 65
13. ↑  Raat (2010), 29–31
14. ↑  Otterspeer (2013), 385
15. ↑  Otterspeer (2013), 385–386
16. ↑  Otterspeer (2013), 807 noot 500
17. ↑  Geciteerd in Otterspeer (2013), 337
18. ↑  Otterspeer (2013), 337
19. ↑  Geciteerd in Otterspeer (2013), 338, en 807 noot 501
20. ↑  Otterspeer (2013), 338
21. ↑  Polak (2010), 76–77
22. ↑  De Moor (1971), 209 en (1985), 65
23. ↑  Otterspeer (2013), 386
24. ↑  De Bakker (1983), 77
25. ↑  Raat (2010), 23